# Marieh Delfino
Marieh Delfino (Caracas, 24 de septiembre de 1977) es una actriz, productora, guionista, escritora, bailarina y modelo venezolana.

## Biografía
Nació el 24 de septiembre de 1977 en Caracas en Venezuela. De padre italovenezolano y madre cubana; Su padre Enrique Delfino fue dueño de DELPRECA, una de las constructoras del Parque Central de Caracas, el Teatro Teresa Carreño, el ateneo de caracas y de la Central Hidroeléctrica Raúl Leoni además de financista del expresidente Rafael Caldera; Marieh estudió la carrera de psicología la cual abandonó para iniciar en el mundo de la actuación en 2001. Es hermana de la cantante Majandra Delfino. 
Estudio la carrera de psicología en la Universidad de California en Los Ángeles, actualmente está casada con el productor David Leepson desde 2011, con quien tiene un hijo.

## Filmografía

### Películas
| Año  | Película                          | Personaje        |
| ---- | --------------------------------- | ---------------- |
| 2002 | Auto Focus                        | Novia de Bobby   |
| 2002 | Pranksters                        | Elizabeth        |
| 2003 | El Demonio 2 (Jeepers Creepers 2) | Rhonda Truitt    |
| 2003 | Escuela de Novatos                | Gerri Farber     |
| 2005 | Zerophilia                        | Luca             |
| 2005 | Escuela de Novatos 2              | Gerri Farber     |
| 2007 | Boxboarders                       | Cambria Rockwell |
| 2009 | Penance                           | Amelia           |
| 2010 | Supreme Champion                  | Jenny            |
| 2014 | 37: A final promise               | María            |
| 2015 | The Invitation                    | Claire           |
| 2017 | ZBurds                            | Shelly           |
| 2017 | Freaks                            | Shelly Sampler   |
| 2019 | Steele Wool                       | Seana Armel      |
| 2021 | Isolation                         | Cecilia          |
| 2022 | Zombae                            | La Novia         |
| 2022 | Drawn Into the Night              | Amanda           |

### Series de televisión
| Año  | Serie                          | Personaje       |
| ---- | ------------------------------ | --------------- |
| 2001 | Cosas de Chicas (All About Us) | Niki Merrick    |
| 2001 | Boston Public                  | Denise DeMarcos |
| 2002 | Nancy Drew (Disney)            | Teeny           |
| 2005 | NCIS: Criminología Naval       | Judy Moore      |
| 2008 | Quaterlife                     | Ariel           |
| 2014 | Stalker                        | Nora García     |

### Producción y guiones
| Año  | Proyecto                    | Tipo                | Cargo                    |
| ---- | --------------------------- | ------------------- | ------------------------ |
| 2013 | Bash                        | Serie de televisión | Guionista                |
| 2013 | How to win back your Ex     | Serie de televisión | Guionista                |
| 2018 | The art of the satisfaction | Cortometraje        | Diseñadora de producción |